# Wolfgang Schurreit
Wolfgang Schurreit (* 23. März 1941 in Mohrungen, Ostpreußen; † 23. August 2024) war ein deutscher Politiker (SPD). Er war von 1982 bis 2003 Landtagsabgeordneter in Niedersachsen.

## Werdegang
Schurreit machte im Jahr 1961 am Johanneum Lüneburg sein Abitur. Anschließend studierte er an der Pädagogischen Hochschule in Lüneburg. Er arbeitete in den Jahren 1964 bis 1979 als Lehrer. Mit Beginn seiner Lehrerzeit ist er Mitglied der Gewerkschaft Erziehung und Wissenschaft. Vier Jahre später trat er der SPD bei. Danach war er bis zu seinem Einzug in den Landtag im Jahr 1982 Leiter der Orientierungsstufe Kreideberg in Lüneburg. Am 21. Juni 1982 zog Schurreit in die zehnte Wahlperiode des Niedersächsischen Landtags ein, dem er bis zum Ende der 14. Wahlperiode 2003 angehörte. Während dieser Zeit war er Vorsitzender des Ausschusses für Medienfragen.
Schurreit war kommunalpolitisch sehr engagiert und war von 1972 bis 2006 Kreistagsabgeordneter. In den Jahren 1991 bis 1996 war er Landrat des Landkreises Lüneburg. Für seine Verdienste wurde er Ende 2008 mit dem Bundesverdienstkreuz am Bande geehrt.
Schurreit engagierte sich auch im Arbeiter-Samariter-Bund. Er war 28 Jahre lang Vorsitzender des ASB-Kreisverbandes Lüneburg. Im Jahr 2018 wurde er bei seiner Verabschiedung aus diesem Amt mit der Samariter-Ehrennadel in Gold ausgezeichnet.